# Lucjan Żeligowski
Lucjan Żeligowski, in polacco ˈlut͡sjan ʐɛliˈɡɔfskʲi, (Oszmiana, 17 ottobre 1865 – Londra, 9 luglio 1947), è stato un generale e politico polacco, comandante militare e veterano della prima guerra mondiale, della guerra polacco-sovietica e della seconda guerra mondiale.
Egli è ricordato soprattutto per il suo ruolo nell'Ammutinamento di Żeligowski e come capo della breve Lituania Centrale.

## Biografia
Lucjan Żeligowski nacque il 17 ottobre 1865 a Oszmiana, nell'Impero russo (l'odierna Ašmjany in Bielorussia), da genitori polacchi, Gustaw Żeligowski e Władysława Żeligowska nata Traczewska. Prima delle spartizioni della Polonia nel tardo XVIII secolo, la città faceva parte della Confederazione polacco-lituana. Dopo il diploma all'Accademia Militare di Riga durante il 1885, Żeligowski si unì all'esercito russo, dove ricoprì vari ruoli di comando. Sposato con Tatiana Pietrowna, ebbe due figli.
Combatté nella guerra russo-giapponese del 1904-1905. Durante la prima guerra mondiale combatté come tenente colonnello e comandante di un reggimento di fucilieri russo.

### Lotta contro i bolscevichi
Dopo la Rivoluzione di febbraio del 1917, Żeligowski divenne uno degli organizzatori dell'esercito polacco in Russia. Inizialmente comandante di un reggimento di fanteria nelle file del I Corpo d'armata polacco, venne subito promosso e ricevette il comando di una brigata. Nel 1918 iniziò la creazione di un'unità polacca nella zona del Kuban', che alla fine divenne la 4ª Divisione fucilieri polacca. Come parte dell'esercito polacco, la sua unità combatté a fianco dei Bianchi di Denikin nella Guerra civile russa. Nel mese di ottobre dello stesso anno divenne il comandante in capo di tutte le unità polacche che combattevano in Russia.
Dopo lo scoppio della guerra polacco-sovietica e la sconfitta di Denikin, all'unità di Żeligowski venne ordinato di ritirarsi nella Bessarabia rumena, dove prese parte alla difesa del confine contro le incursioni bolsceviche. Infine, nel mese di aprile 1919, la divisione venne ritirata nella neonata Seconda Repubblica di Polonia, dove venne incorporata nell'esercito polacco e rinominata in 10ª Divisione fanteria polacca.
Durante la guerra contro la Russia bolscevica, Żeligowski, amico personale del Comandante in Capo polacco Józef Piłsudski, venne subito promosso a generale e ricevette il comando di un gruppo operativo con il suo nome, composto delle sue unità di divisione e da ulteriori 10, per lo più di origine partigiana. Come tale, ben presto divenne il comandante di tutto il fronte lituano-bielorusso, che operava nel settore della Polesia e nelle Paludi di Pinsk. Durante la Battaglia di Varsavia, la sua unità venne distaccata al III Corpo d'armata polacco e prese parte alla ricerca della forze rosse in fuga e alla Battaglia del fiume Niemen.

### Repubblica della Lituania Centrale

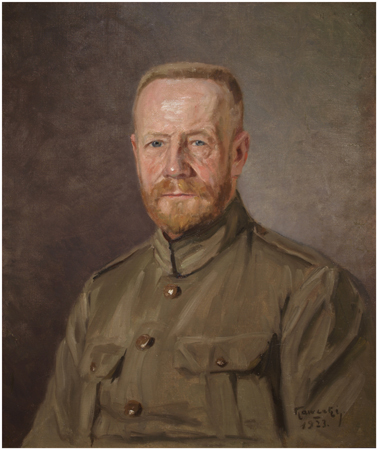
Lucjan Żeligowski, 1932

Il blasone della famiglia Żeligowski, un Łabędź ("Cigno").

Nel mese di ottobre del 1920, Żeligowski, nativo delle terre storiche della Lituania, venne scelto per comandare la 1ª Divisione fanteria lituano-bielorussa, composta principalmente da membri della POW, volontari e partigiani dal territorio delle attuali Bielorussia e Lituania. L'8 ottobre 1920, dopo un colpo di Stato messo in scena, disertò con la sua unità e prese il controllo della città di Wilno (attuale Vilnius, Lituania) e della sua area. Il colpo di Stato, che porta il suo nome, sarebbe stato ricordato come il momento saliente della sua vita. Il 12 ottobre proclamò l'indipendenza di tale zona, la Lituania Centrale, con Vilnius come capitale. Inizialmente un dittatore militare de facto, dopo le elezioni parlamentari passò i suoi poteri al neoeletto parlamento, che a sua volta decise di sottomettere l'area alla Polonia.

### Ultimi anni
Dopo l'annessione della Lituania Centrale alla Polonia, Żeligowski continuò il suo servizio nell'esercito polacco. Promosso generale a tre stelle nel 1923, lavorò come ispettore dell'esercito, o comandante del distretto militare di Varsavia. Nel 1925 divenne anche ministro degli Affari Militari. Spodestato da Piłsudski con un colpo di Stato (il Colpo di Maggio), venne presto reintegrato nell'incarico. Si ritirò l'anno successivo e si stabilì nella sua residenza di famiglia ad Andrzejewo vicino a Wilno (Vilnius).
Nel 1930 pubblicò un libro contenente le sue memorie della guerra polacco-sovietica denominato Guerra del 1920: Ricordi e pensieri (Wojna w roku 1920. Wspomnienia i rozważania). Scrisse anche numerosi articoli sui conflitti del XX secolo per diversi giornali polacchi. Nel 1935 venne eletto parlamentare e rimase nel Sejm fino al 1939.

#### Seconda guerra mondiale
Durante l'invasione della Polonia nel 1939, Żeligowski si offrì volontario per l'esercito polacco, ma non venne accettato a causa della sua età avanzata (aveva 74 anni all'epoca) e delle sue cattive condizioni di salute. Tuttavia, lavorò come consulente per il comando del fronte meridionale polacco. Dopo la sconfitta polacca, eluse la cattura dei tedeschi e dei sovietici e riuscì a raggiungere la Francia, dove si unì al governo in esilio della Polonia. Membro attivo del Consiglio nazionale polacco, un organo consultivo, scappò a Londra dopo la disfatta francese nel 1940.
Dopo la fine della seconda guerra mondiale dichiarò che sarebbe tornato in Polonia, ma morì improvvisamente il 9 luglio 1947, a Londra. Il suo corpo venne restituito alla Polonia, e Żeligowski fu sepolto nel Cimitero militare di Powązki a Varsavia. Egli è un cittadino onorario di Varsavia.

## Onorificenze e premi

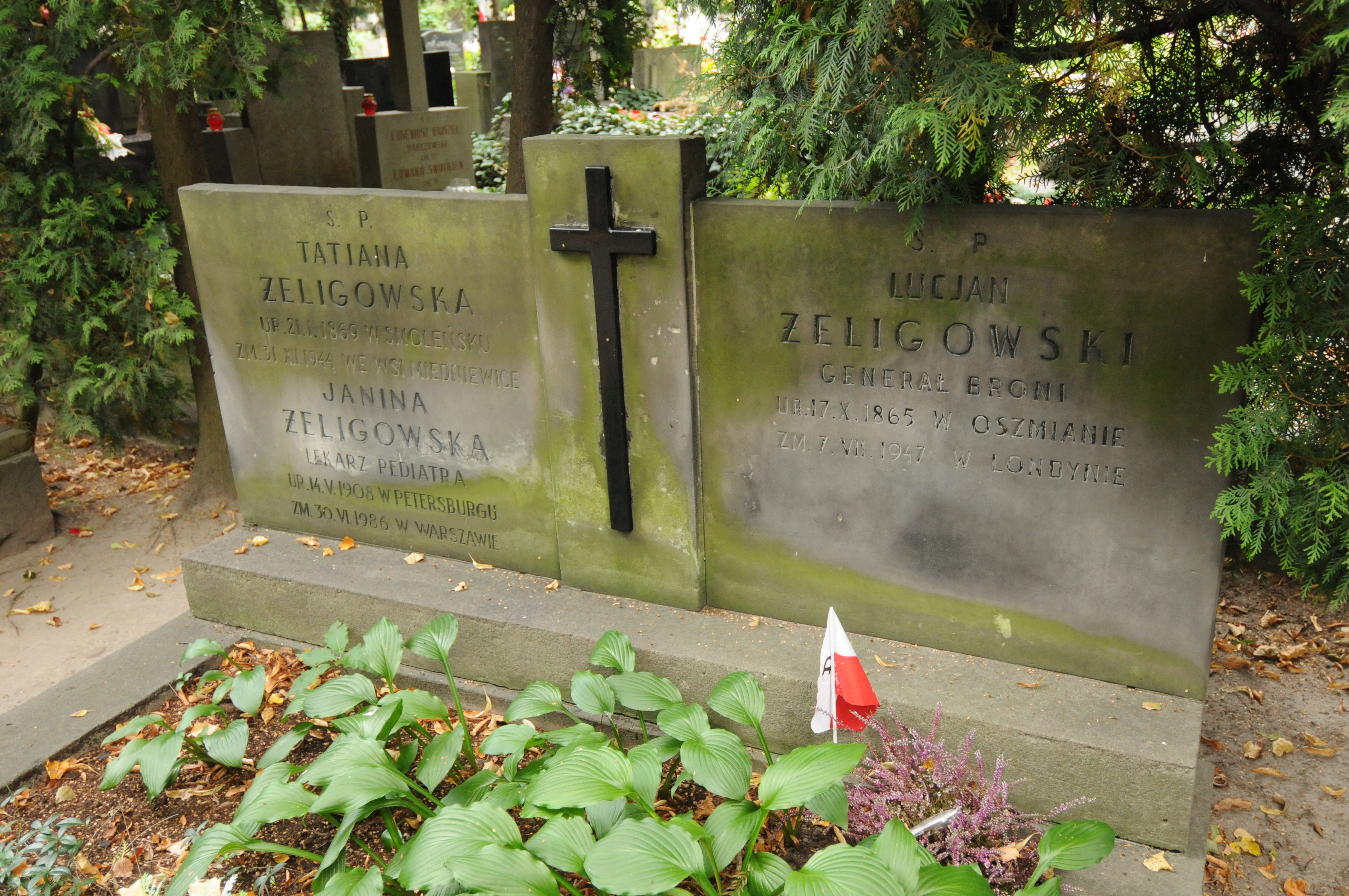
Tomba di Żeligowski a Cimitero militare Powązki

- Croce di Comandante della Virtuti Militari, insignito anche della Silver Cross
- Gran Croce della Polonia Restituta
- Croce d'Indipendenza con Spade (25 febbraio 1932)
- Croce al Valore - quattro volte
- Croce di merito militare della Lituania Centrale
- Medaglia commemorativa della Guerra del 1918-1921
- Medaglia "Decennio della Restaurazione dell'Indipendenza" (Polonia)
- Ordine di San Giorgio, IV classe (Impero Russo)
- Ordine di San Vladimiro con Spade, IV classe (Impero Russo)
- Ordine di Sant'Anna, II e III classe (Impero Russo)
- Ordine di San Stanislao, II classe (Impero Russo)
- Croce di Comandante della Legion d'Onore (Francia)
- Croix de guerre (Francia)
- Laurea d'Oro dell'Accademia di Letteratura Polacca
- Cittadinanza onoraria di Varsavia

## Opere
- Lucjan Żeligowski, Wojna w roku 1920: Wspomnienia I Rozwazania, Warszawa: Wydawn. Ministerstwa * Obrony Narodowej, 1990.
- Lucjan Żeligowski, O ideę słowiańską. Londra: F. Mildner & Sons, 1941.
- Lucjan Żeligowski, Zapomniane prawdy. Londra: F. Mildner & Sons, 1941.